# Butlletí d'assaigs de l'Agrupació Cultural
El Butlletí d'assaigs de l'Agrupació Cultural va ser una publicació reusenca que va sortir des de l'octubre de 1931 fins al juny de 1933.

## Història
El seu contingut parla bàsicament de les referències a l'activitat de l'Agrupació Cultural. Dona una visió del que pensen els seus membres sobre diferents temes socials i culturals. A través de la publicació es veu una part del moviment cultural de la ciutat de Reus. Toca temes socials i relacionats amb la cultura. "Volem que la nostra joventut es doni compte de la necessitat que hi ha de posseir una cultura […] No hi ha dubte que la nostra tasca d'inculcar anhels de millorament cultural a la nostra joventut és força eficaç". Parla també de política, religió, economia i ciència. És una publicació dirigida a lectors joves, i pensada només per als socis, tot i que té l'aspiració que sigui llegida per tots els ciutadans de Reus.
Hi col·laboraven August Mercadé (que signava "Edacrem"), Antoni Esteve, Joaquim Bargalló, Joan Gilabert Romagosa, J. Fontana Ivern, Eugeni Cots, Joaquim Santasusagna i altres.
L'Agrupació Cultural s'havia iniciat amb la "Colla del Nap", un grup de vint-i-cinc o trenta joves de 16 a 20 anys que es reunien a la plaça del Mercadal i parlaven de política, de religió, de literatura... "Tothom començava alhora i per fer-se entendre calia pujar el to de la veu". Aquesta Colla es transforma en Agrupació quan redacta uns estatuts. En fusionar-se amb la "Penya Nyic-nyic" donà lloc a l'Associació Cultural.
El Butlletí va ser continuat per Estudis: revista de l'Associació Cultural, quan l'Agrupació Cultural es va transformar en Associació Cultural el 1933.

## Aspectes tècnics
En format foli, de vuit a vint-i-sis pàgines, volia ser mensual, encara que no ho aconseguí sempre. A la capçalera consta que és la 5a època de la publicació perquè abans es va publicar, amb el mateix nom, a màquina i ciclostilat. El Butlletí de l'octubre de 1931, va ser el primer que sortí imprès. L'últim número conegut, el de juny de 1933, porta el número 82, quan en realitat és el 8 dels impresos, però en un cert moment van decidir incloure en la numeració tots els exemplars ciclostilats anteriors.

## Localització
- Una col·lecció completa a la Biblioteca Central Xavier Amorós[4]